# Gian-Carlo Rota
Gian-Carlo Rota (Vigevano, 27 de abril de 1932 — Cambridge (Massachusetts), 18 de abril de 1999) foi um matemático e filósofo estadunidense nascido na Itália.
Obteve um PhD em 1953 na Universidade Yale.